# Johanka z Kravař a Plumlova
Urozená paní Johanka z Kravař a Plumlova († 2. dubna 1495) byla moravská šlechtična z rodu pánů z Kravař.

## Život
Po svém otci zdědila hrad Plumlov a města Plumlov, Prostějov, Kostelec na Hané a dalších dvanáct vesnic. Provdala se za Jana Heralta z Kunštátu, se kterým neměla žádné mužské potomky. Jan Heralt zemřel v roce 1490 a zanechal po sobě velké dluhy, na jejichž splacení byla použita velká část majetku. Vdově Johance zůstalo jen plumlovské panství.
Zemřela v pátek po neděli Laetare a její ostatky byly uloženy do kostela Povýšení sv. Kříže v areálu augustiniánského kláštera v Prostějově. Dnes se v kostele nachází její náhrobní kámen.